# Jhonatan Narváez
Pour les articles homonymes, voir Narváez.
Narváez  Prado est un nom espagnol. Le premier nom de famille, en général paternel, est Narváez ; le second, en général maternel, souvent omis, est Prado.
Jhonatan Manuel Narváez Prado, né le 4 mars 1997 à El Playón de San Francisco, est un coureur cycliste équatorien. Il a notamment remporté deux étapes du Tour d'Italie.

## Biographie
Jhonatan Narváez grandit durant son enfance dans un village situé à 3000 mètres au dessus du niveau de la mer dans la province de Sucumbíos, en Équateur. Il côtoie Jefferson Cepeda et apprend à faire du vélo à l'âge de quatre ans. Il débute ensuite la compétition, et termine dernier de sa première course disputée sous une forte pluie. Il intègre plus tard l'équipe de sa province, sous la tutelle de son entraîneur Juan Carlos Rosero (en). En 2014, il se classe deuxième de la Vuelta del Porvenir en Colombie. Entre 2014 et 2016, il remporte chez les jeunes plusieurs médailles aux championnats panaméricains sur route et sur piste. En 2015, lors des championnats panaméricains sur piste juniors (moins de 19 ans), il établit en qualification un nouveau record du monde junior de poursuite en 3 minutes et 13,309 secondes. Il décroche le titre dans cette discipline, ainsi que sur la course aux points.
En 2017, il rejoint l'équipe continentale Axeon-Hagens Berman. Il devient champion d'Équateur sur route, remporte le classement général du Circuit des Ardennes et une étape du Tour of the Gila. Ses bons résultats lui permettent de signer en 2018 avec l'équipe World Tour Quick-Step Floors. Il réalise de bonnes performances en début de saison, en terminant notamment deuxième de la Drôme Classic derrière Lilian Calmejane. Au mois de mars, il termine septième de la course belge À travers la Flandre-Occidentale-Johan Museeuw Classique remportée par son coéquipier Rémi Cavagna. Il se classe également cinquième du Tour de Wallonie et gagne le contre-la-montre par équipes de l'Adriatica Ionica Race.
L'équipe Quick-Step étant à la recherche d'un sponsor avant de lui proposer un nouveau contrat,, il décide de rejoindre l'équipe Sky en 2019, avec qui, il participe à son premier grand tour et se classe 80e du Tour d'Italie. Après une première saison sans performances notables, il gagne en 2020 une étape et le général de la Semaine internationale Coppi et Bartali, ainsi que la 12e étape du Tour d'Italie à l'issue d'une échappée où il résiste au retour de Mark Padun.
En 2024, lors de la première étape du Tour d'Italie, il bat Tadej Pogačar au sprint et s’empare du maillot rose et signe sa seconde victoire d’étape dans cette course.

## Palmarès sur route

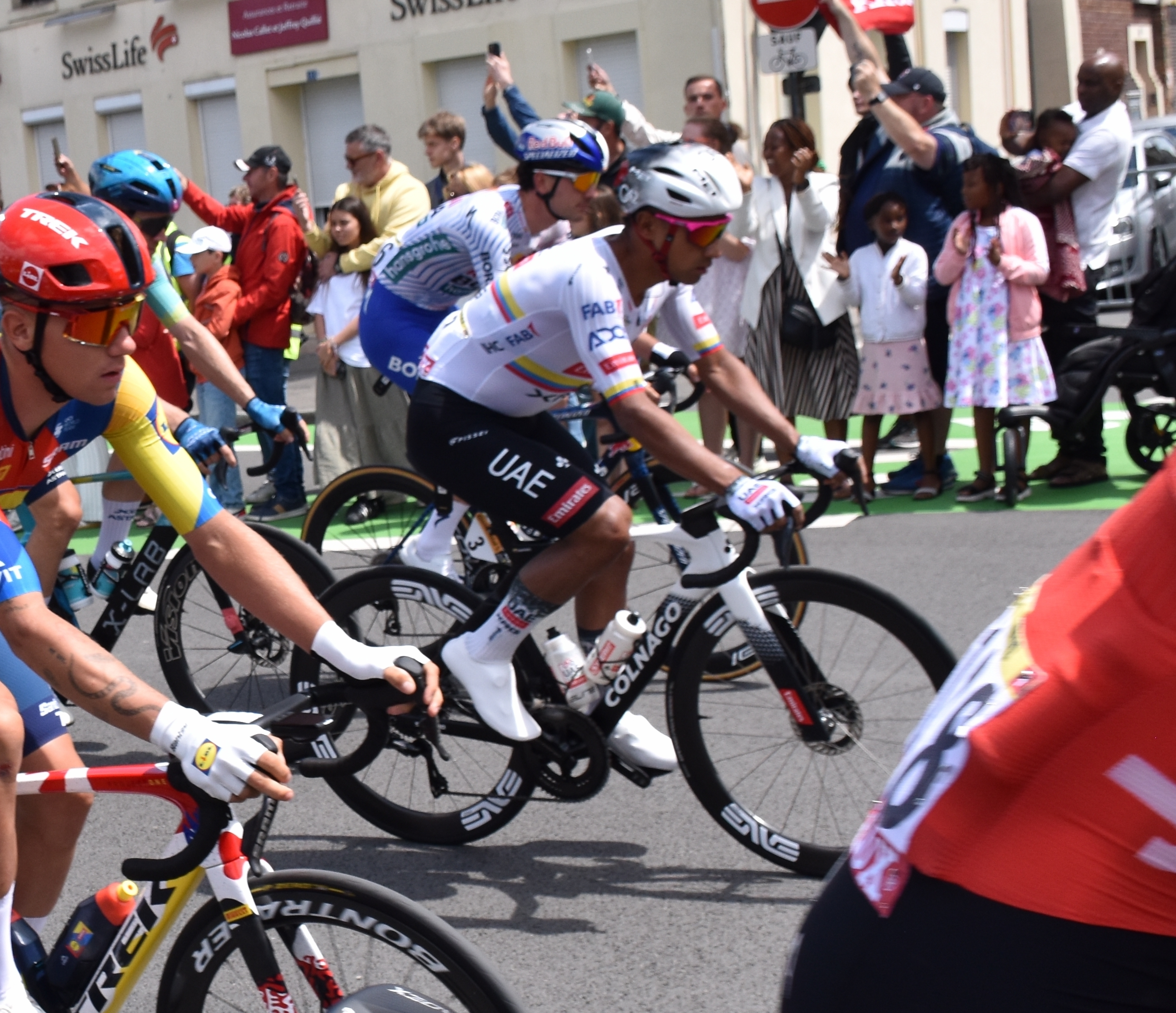
Jhonatan Narváez #3- Tour de France 2025

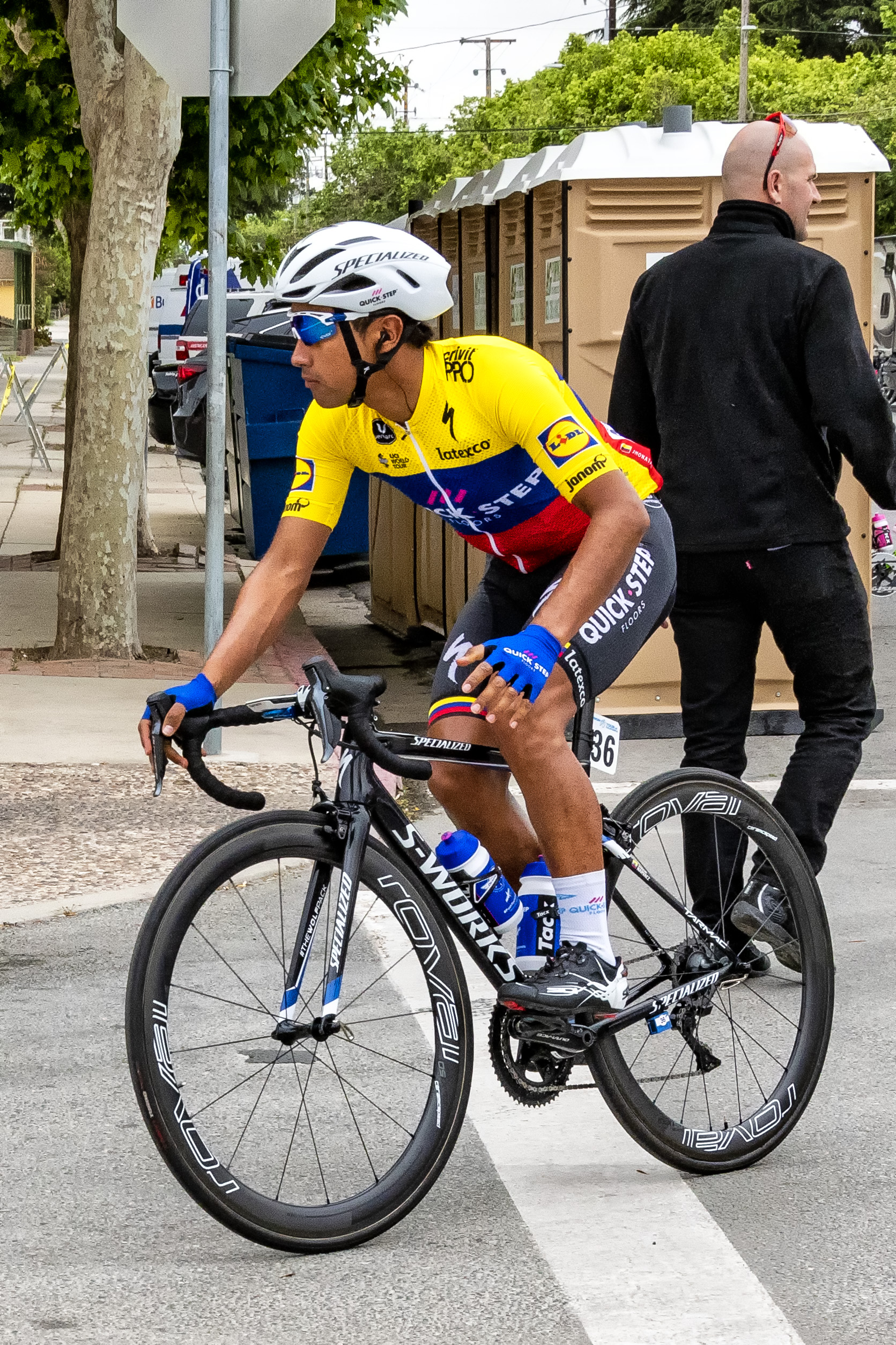
Jhonatan Narváez vêtu de son maillot de champion d'Equateur au Tour de Californie 2018

### Par année
- 2013
  - 3e étape du Tour de Colombie cadets
- 2014
  - 1re étape du Tour de Colombie juniors
  -  Médaillé d'argent du championnat panaméricain sur route juniors
  - 2e du Tour de Colombie juniors
- 2015
  - Vuelta al Besaya :
    - Classement général
    - 1re et 2ea (contre-la-montre) étapes

  -  Médaillé d'argent du championnat panaméricain sur route juniors
  -  Médaillé de bronze du championnat panaméricain du contre-la-montre juniors
- 2016
  -  Médaillé d'argent du championnat panaméricain sur route espoirs
- 2017
  -  Champion d'Équateur sur route
  - Classement général du Circuit des Ardennes
  - 5e étape du Tour of the Gila
- 2018
  - 1re étape de l'Adriatica Ionica Race (contre-la-montre par équipes)
  - 2e de la Drôme Classic
  - 2e du championnat d'Équateur sur route
- 2020
  - Semaine internationale Coppi et Bartali :
    - Classement général
    - 3e étape

  - 12e étape du Tour d'Italie
- 2022
  - 4e de la Cyclassics Hamburg
  - 6e des Strade Bianche
  - 6e de l'E3 Saxo Bank Classic
- 2023
  -  Médaillé d'or de la course en ligne aux Jeux panaméricains
  - Tour d'Autriche : 
    - Classement général
    - 2e, 3e et 5e étapes
- 2024
  -  Champion d'Équateur sur route
  - Down Under Classic
  - 1re étape du Tour d'Italie
  - 2e du Tour Down Under
  - 5e de la Cadel Evans Great Ocean Road Race
  - 5e de la Classique de Saint-Sébastien
  - 6e de l'E3 Saxo Bank Classic
- 2025
  -  Champion d'Équateur sur route
  - Tour Down Under : 
    - Classement général
    - 5e étape

### Résultats sur les grands tours

#### Tour de France
1 participation
- 2025 : 13e

#### Tour d'Italie
5 participations
- 2019 : 80e
- 2020 : abandon (15e étape), vainqueur de la 12e étape
- 2021 : 49e
- 2022 : 42e
- 2024 : 28e, vainqueur de la 1re étape,  maillot rose pendant 1 jour

#### Tour d'Espagne
2 participations
- 2021 : abandon (15e étape)
- 2024 : 50e

### Classements mondiaux
| Année                                 | 2016  | 2017 | 2018 | 2019 | 2020 | 2021 | 2022 | 2023 | 2024 |
| ------------------------------------- | ----- | ---- | ---- | ---- | ---- | ---- | ---- | ---- | ---- |
| UCI World Tour                        | nc    | nc   | 323e |      |      |      |      |      |      |
| Classement mondial                    | 839e  | 717e | 211e | 555e | 124e | 667e | 121e | 147e | 33e  |
| UCI Europe Tour                       | 1142e | 586e | 136e |      |      |      |      |      |      |
| UCI Asia Tour                         | nc    | nc   | 390e |      |      |      |      |      |      |
| UCI America Tour                      | 91e   | 121e | 88e  | 59e  | 11e  | 72e  | 13e  | 21e  | 5e   |
|                                       |       |      |      |      |      |      |      |      |      |
| Légende : nc = non classéSource : UCI |       |      |      |      |      |      |      |      |      |

## Palmarès sur piste

### Championnats panaméricains
- 2015
  -  Champion panaméricain de poursuite juniors
  -  Champion panaméricain de la course aux points